# Neupfarrkirche de Ratisbonne

La Neupfarrkirche de Ratisbonne est une église paroissiale luthérienne située sur la Neupfarrplatz dans la vieille ville de Ratisbonne en Allemagne. L'église, initialement prévue comme église de pèlerinage catholique, a été construite à la suite de la destruction du quartier juif en 1519 ; devenue la première église paroissiale protestante de la ville en 1542, elle n'est achevée qu'en 1860.

## Histoire

### Expulsion des Juifs de Ratisbonne
La Neupfarrkirche est située sur le site de l'ancien quartier juif dans le centre médiéval de la ville. La communauté juive de Ratisbonne était au début du XVIe siècle l'une des plus importantes de l'empire avec environ 300 membres. Son expulsion est réclamée par l'évêque et le conseil municipal de Ratisbonne dès la fin du XVe siècle et de nouveau en 1507 et en 1514 ; mais ils se heurtent au veto de l'empereur Maximilien Ier : en échange du paiement d'une taxe de protection par la communauté, il assume son rôle de protecteur des Juifs ; il est prêt cependant à donner son accord si la ville de Ratisbonne lui verse cette redevance ; or, Ratisbonne est dans une mauvaise situation financière à cette époque et considérée comme un payeur peu fiable.
À la mort de Maximilien le 12 janvier 1519, le conseil municipal profite de la situation confuse et ordonne unilatéralement le 21 février 1519 l'expulsion de tous les juifs de la ville. Le gouverneur impérial Thomas Fuchs von Wallburg, représentant de l'empereur, ne s'oppose pas à l'expulsion et joue un rôle douteux dans la gestion des conséquences financières de l'expulsion des Juifs.
Le quartier juif et la synagogue sont rasés au sol, le cimetière profané et pillé ; l'entrée et l'intérieur de la synagogue sont connus par deux eaux-fortes d'Albrecht Altdorfer, membre du conseil municipal de Ratisbonne, qu'il grave en 1519.
Dès avant l'expulsion le conseil municipal, comme dans d'autres villes, avait décidé de construire une église dédiée à la vierge Marie à l'emplacement de la synagogue, dans le but de supprimer la mémoire de l'histoire des Juifs de Ratisbonne.

### Construction d'une église dédiée à la Vierge et pèlerinage de laSchöne Maria

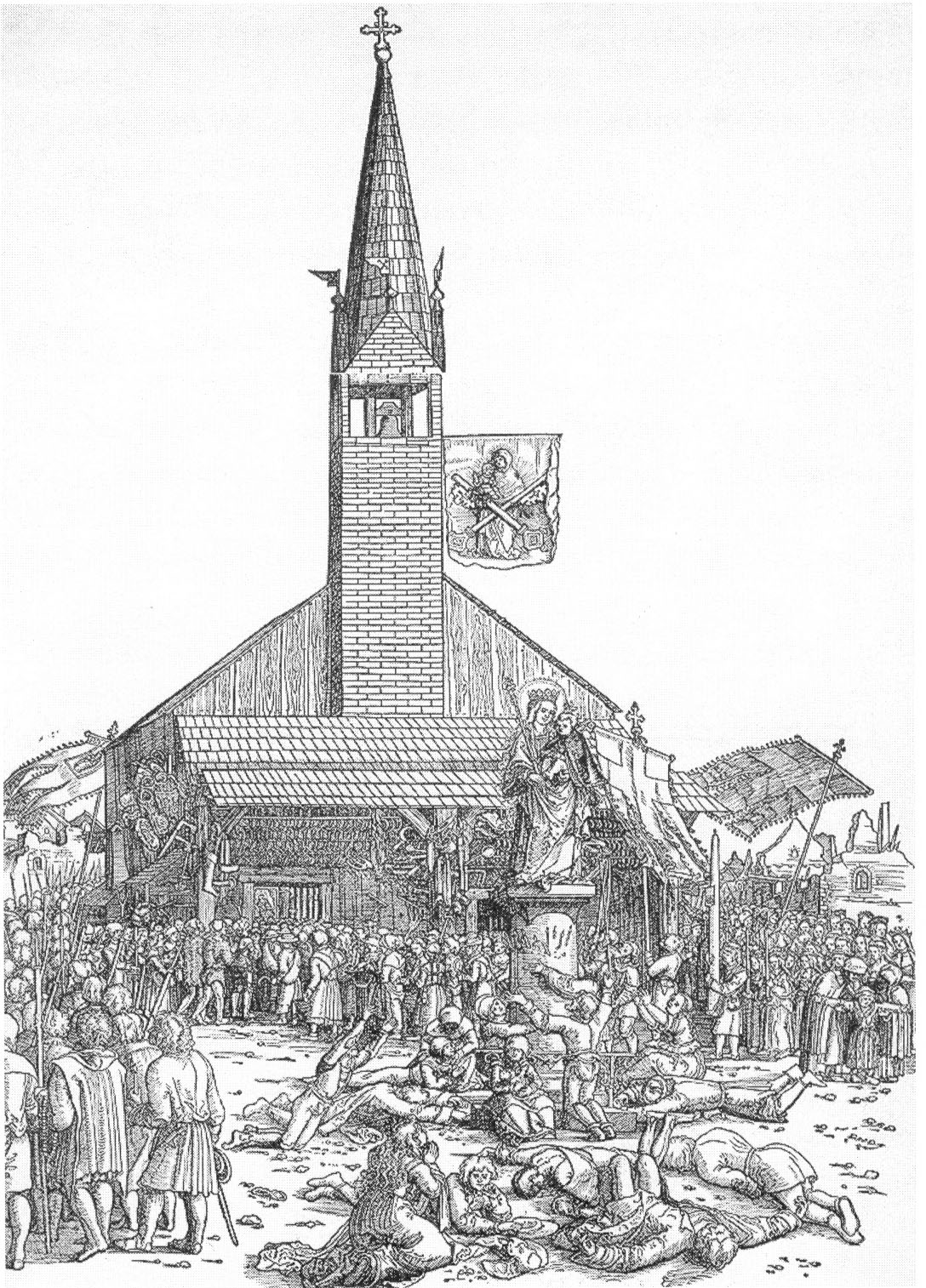
Michael Ostendorfer, Pèlerinage de la Schöne Maria, gravure sur bois, 1520.

Dès avril 1519 une chapelle en bois temporaire est consacrée sous le nom de « ad speciosam Mariam », et en quelques mois, un pèlerinage marial se développe ; une lettre d'indulgence est accordée le 2 juin par le pape Léon X et signée par 25 cardinaux. Ce pèlerinage se déroulait sous le contrôle de la ville de Ratisbonne qui en percevait les bénéfices.
Le pèlerinage à la « Belle Marie » devient rapidement l'un des pèlerinages importants du monde germanophone, grâce notamment à l'utilisation publicitaire de l'imprimerie et de la gravure : le premier livret est imprimé dès 1519 sous le titre Die wunderbarlichen zaychen beschehen zu der schönen Maria zu Regenpurg im xix. jhar ; il contribue à propager la légende d'un miracle qui se serait produit lorsque la synagogue a été démolie (un des démolisseurs se relève indemne d'une chute depuis le haut de l'édifice, ce qui est attribué à l'intervention miraculeuse de la Vierge),. Albrecht Altdorfer participe au fructueux commerce d'images imprimées vendues aux pèlerins avec plusieurs gravures représentant la Schöne Maria. Mais ce pèlerinage est assez vite remis en question, dénoncé pour ses excès par Luther et les partisans de la Réforme, ; un conflit éclate également entre l'évêque et la ville au sujet du partage des revenus du pèlerinage ; il prend fin dès 1525.

### Construction de la Neupfarrkirche
Le 19 septembre 1519, la première pierre est posée pour la construction d'une église en pierre, sur les plans de l'architecte Hans Hieber, qui construit une grande maquette en bois conservée au Musée d'histoire de la ville ; des moellons des maisons juives abattues et les pierres tombales du cimetière juif pillé sont utilisés. La construction s'interrompt en 1528 par manque de financement à la suite de l'interruption du pèlerinage, puis reprend, mais sans que le bâtiment prévu par Hieber soit complètement réalisé : seuls les deux tours et le chœur sont achevés lorsque l'église est consacrée en 1540 ; la façade ouest est fermée provisoirement mais non achevée.
En 1542, Ratisbonne se convertit à la confession protestante luthérienne et le conseil municipal fait de l'église la première église paroissiale protestante de la ville, en la dénommant « Neupfarrkirche »,.
Ce n'est qu'en 1860 que l'église est achevée par l'architecte munichois Ludwig Foltz, avec le rehaussement de la tour sud et la construction d'un bâtiment de chœur à cinq côtés pour compléter la façade ouest et accueillir une galerie d'orgue à deux étages.

## Architecture et décor

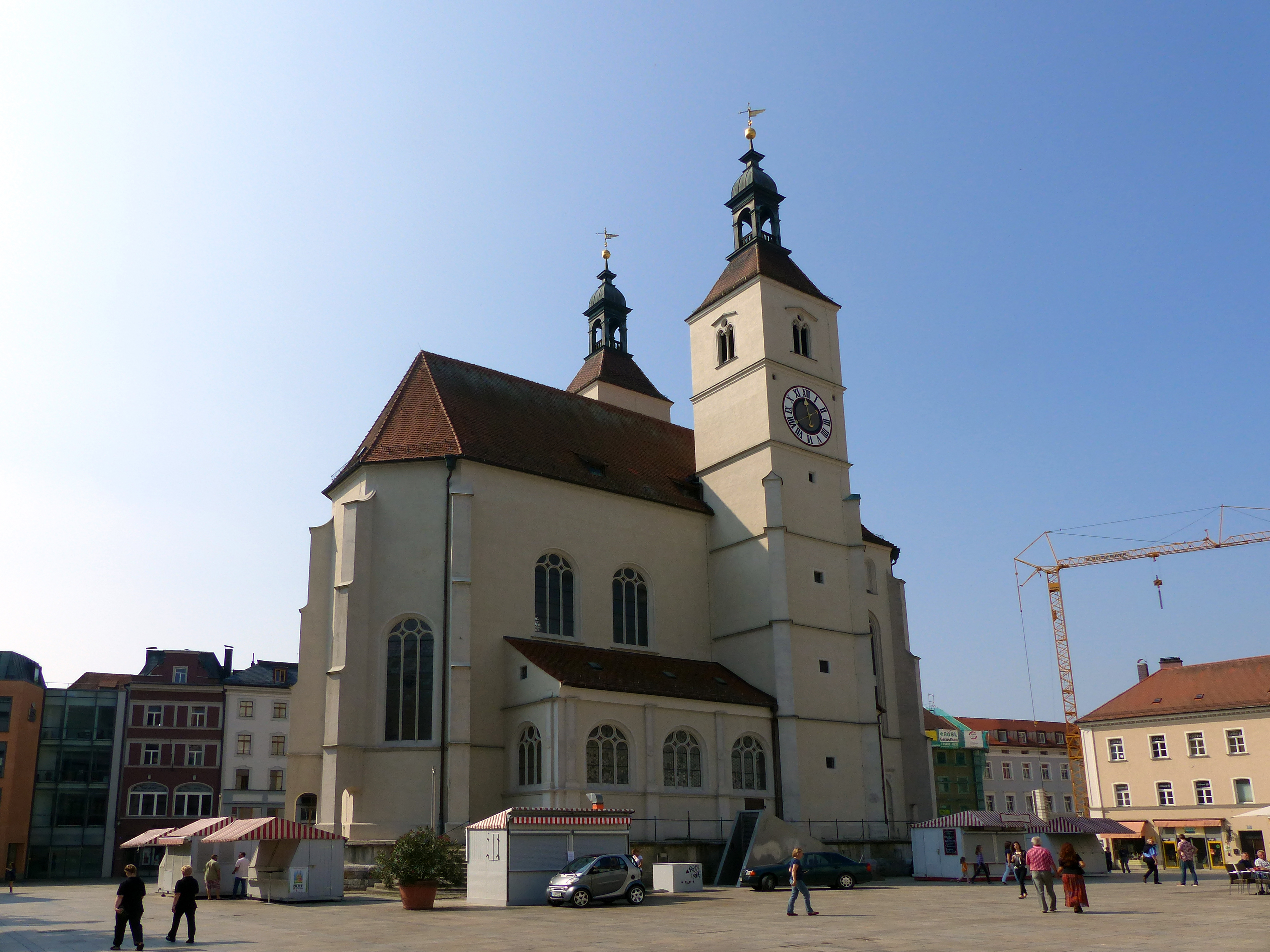
La Neupfarrkirche en 2014.

L'église est un édifice Renaissance avec des éléments de style gothique tardif : elle se compose d'une nef unique à deux travées, d'une abside à cinq côtés et de deux tours. Une particularité architecturale est le double escalier en colimaçon dans la tour sud, utilisé pour atteindre les deux galeries ouest, placées l'une au-dessus de l'autre.
En 1554, le peintre Michael Ostendorfer est chargé par les pasteurs protestants et le surintendant Nicolaus Gallus de construire un autel en bois avec un riche programme iconographique. Ostendorfer achève cet autel en 1555 ; ce dernier est retiré de l'église au début du XVIIe siècle et, après avoir été stocké en divers lieux de la ville, devient en 1840 la propriété de la Société historique de Ratisbonne, et est exposé dans le musée d'histoire de la ville. L'autel actuel de la Neupfarrkirche date de 1617.

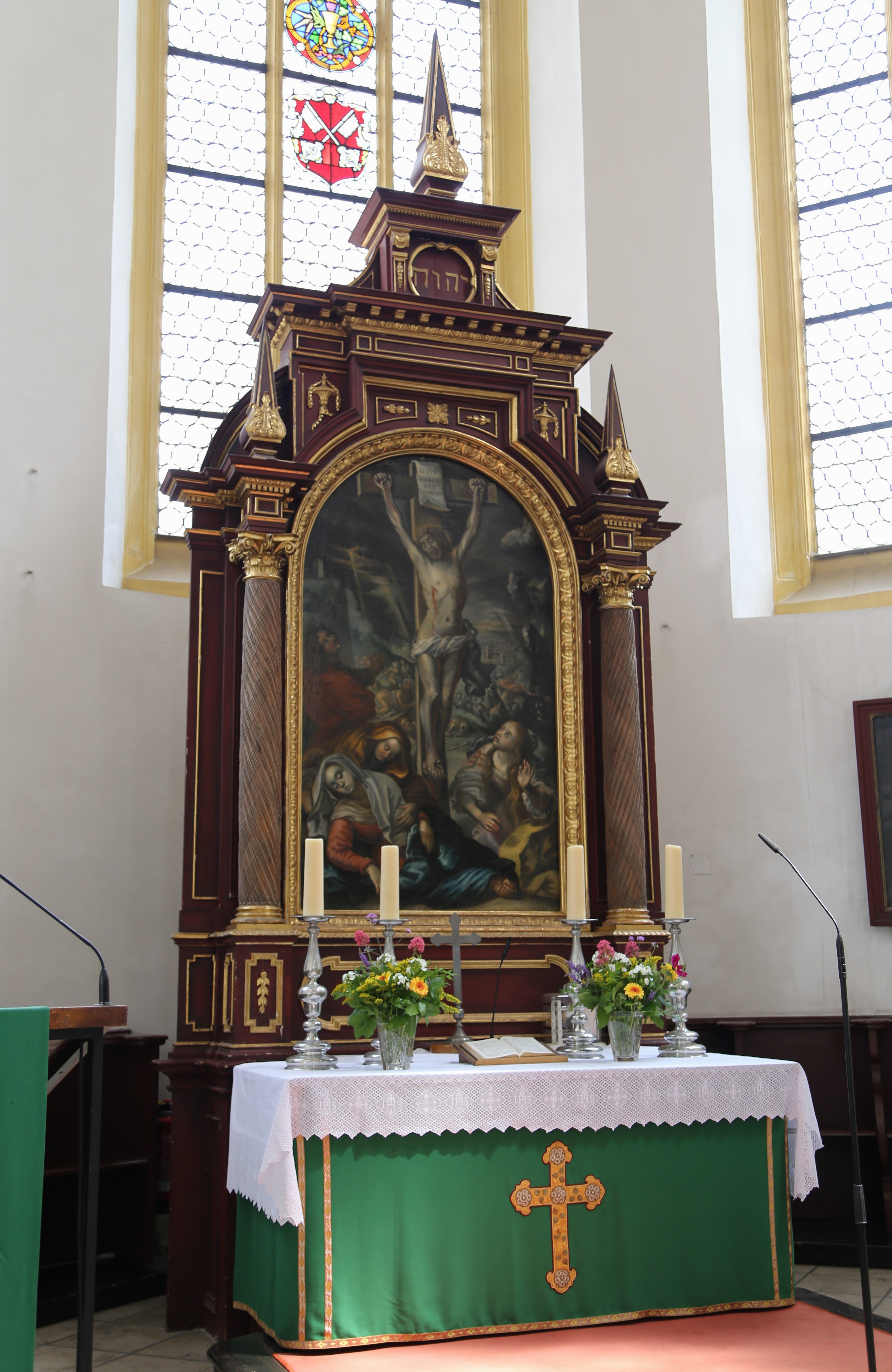
Autel de 1617